# Folk – dikt och toner om personer
Folk - dikt och toner om personer är en popskiva på svenska och Britta Perssons femte studioalbum, utgivet 2019.
Musiken är skriven av Britta Persson och texterna av tvillingsystrarna Emma och Lisen Adbåge, vilka även har gjort omslaget. För produktionen står Petter Winnberg från Amason.
Texterna till Folk - dikt och toner om personer är ett axplock ur Emma och Lisen Adbåges bok Folk : Främlingar och vänner - nån du kanske känner, vilken gavs ut samtidigt som Britta Perssons skivalbum släpptes. 

## Låtlista
Musik av Britta Persson, texter av Emma och Lisen Adbåge.
1. Året
2. Kroppens psalm
3. Dagbok i december
4. Susette
5. Ensamheten/tvåsamheten
6. Det finaste
7. Tyst person
8. Populärkultur
9. Trösthandla
10. Folk
11. Minnen
12. Döden?

## Mottagande
Omdömena har varit blandade. Både Jan Gradvall på DiWeekend och Johan Jacobsson Franzén på Gaffa gav Folk - dikt och toner om personer 5/6 i betyg. Hymn var något kritiska mot framförandet och delade ut 6/10, medan Patrick Forshages 2/6 i Nöjesguiden främst motiverades med invändningar mot texterna.
"Dikt Och Toner Om Personer – som skapats av de kreativa genierna Britta Persson (musik) och Lisen Adbåge och Emma Adbåge (text) – bör dels ta hem Årets barnalbum-kategorin på Grammis 20, dels finnas i alla schyssta barnfamiljshem. Om den i förlängningen leder fram till att en ny våg av medvetna, mjukt tassande, 70-talsdoftande och Tim Hardin-melodiösa band sveper in över Sverige om 15-20 år skulle inte jag bli det minsta förvånad."
Johan Jacobsson Franzén, Gaffa

## Framföranden
Britta Persson framförde albumets första singel "Kroppens psalm" i TV-programmet Babel den 25 augusti 2019, tillsammans med Petter Winnberg, Nils Törnqvist och Esther Lennstrand från musikgruppen Amason.